# مدرسة ركوب الخيل الإسبانية
المدرسة الإسبانية للفروسية هي مؤسّسة نمساوية مكرّسة للحفاظ على التّرويض الكلاسيكي وتدريب خيول ليبيزانر، ومقرّها فيينا، النّمسا، والّتي تعتبر عروضها في هوفبورغ أيضًا منطقة جذب سياحي. يقوم كبار الخيول والفرسان في المدرسة أيضًا بجولات دوريّة وتقديم عروضهم في جميع أنحاء العالم. وهي واحدة من "الأربعة الكبار"، أرقى أكاديميات ركوب الخيل الكلاسيكيّة في العالم، إلى جانب كادر نوير، والمدرسة البرتغالية لفنون الفروسية، والمدرسة الأندلسية الملكيّة.

## موقع

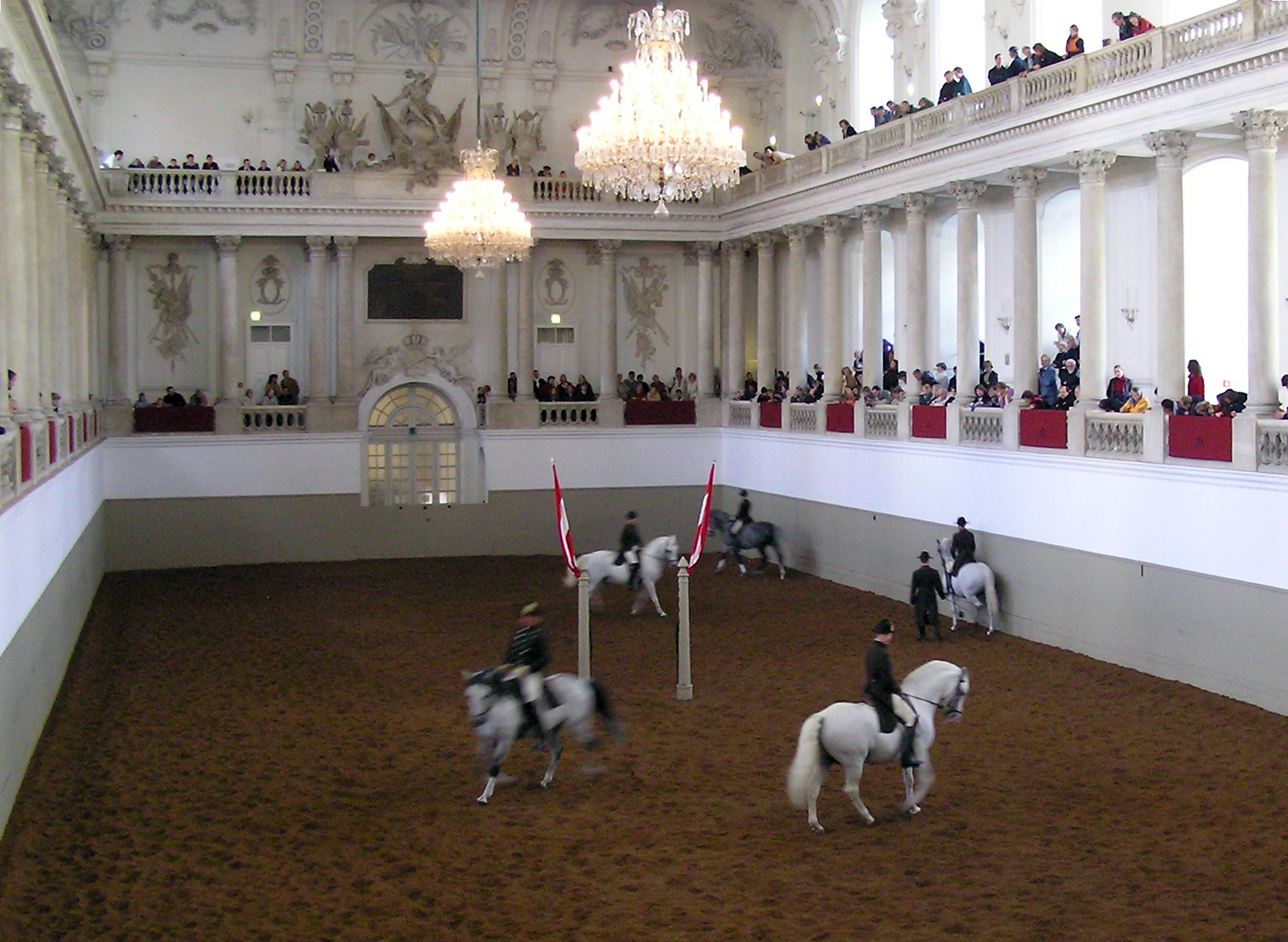
مدرسة ركوب الخيل الإسبانية Lipizzaners تؤدي عروضها في قاعة ركوب الخيل الشتوية.

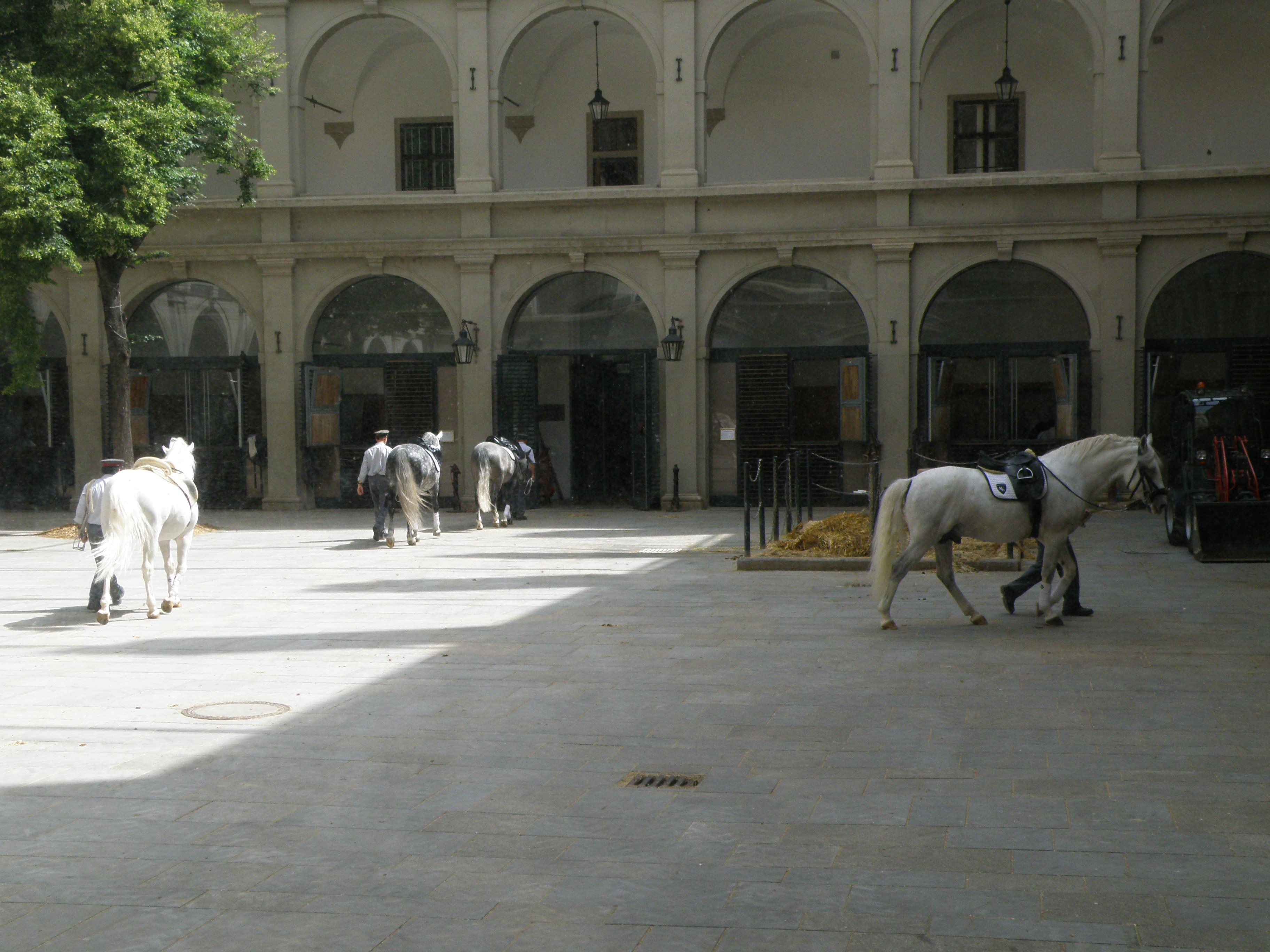
تعود خيول ليبيزانر إلى الإسطبلات بعد التدريب. تقع الاسطبلات بجوار ساحة مدرسة الفروسية الإسبانية في فيينا، النمسا، حيث تؤدي فحول ليبيزانر عروضها.

تقع مدرسة ركوب الخيل الإسبانيّة بين ميدان مايكلربلاتز وجوزيفسبلاتز داخل هوفبورج في وسط فيّينا. تقام العروض في مدرسة الشّتاء للفروسيّة، الّتي بنيت بين عامي 1729 و1735. المدرسة الشّتوية للفروسيّة عبارة عن قاعة تغمرها أشعّة الشّمس، معظمها باللون الأبيض مع بعض اللونين البيج والرّمادي الفاتح، مع صورة للإمبراطور تشارلز السّادس فوق الصّندوق الملكي وفي مقابل المدخل (الذي يحييه الدّراجون دائمًا قبل الرّكوب)، والذي يبلغ قياسه 55 by 18 متر (180 by 59 قدم) . 55 by 18 متر (180 by 59 قدم) ويبلغ طوله 17 متر (56 قدم) في الارتفاع.
تمتلك المدرسة الإسبانيّة للفروسيّة أيضًا إسطبلات صيفيّة في هيلدنبرج -فيتزدورف-النّمسا السّفلى. يتمّ أخذ الفحول المقيمة البالغ عددها 68 فحلًا هناك في شهريّ يوليو وأغسطس لمدّة سبعة أسابيع، حيث يتمّ الاحتفاظ بها في أكشاك مع مراعي. لا يتمّ تعليم الخيول خلال هذه الفترة، ولكن بدلاً من ذلك يتم ركوبها في الغابة المجاورة.

## تاريخ

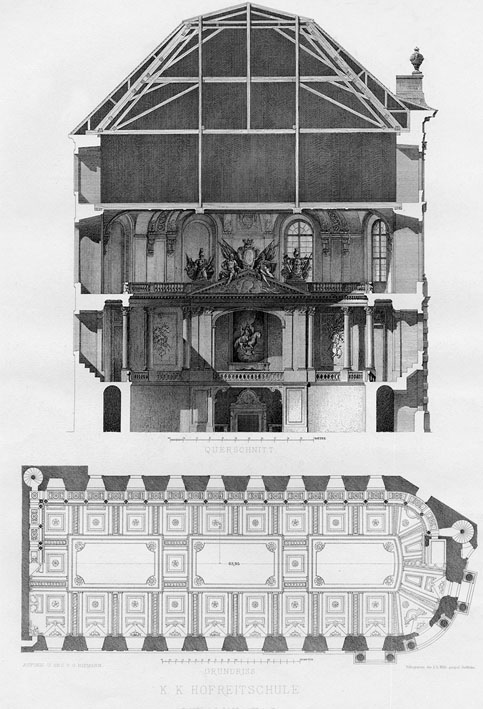
مدرسة ركوب الخيل الشتوية

تمّ تسمية مدرسة ركوب الخيل لأوّل مرّة خلال ملكيّة هابسبورغ في عام 1572، قبل فترة طويلة من الزّخرفة الفرنسيّة لأنطوان دي بلوفينيل، وهي الأقدم من نوعها في العالم. تشير السّجلات إلى أنّ ساحة ركوب الخيل الخشبيّة تمّ تشغيلها لأوّل مرّة في عام 1565، ولكن لم يكلف الإمبراطور تشارلز السّادس حتّى عام 1729 المهندس المعماري جوزيف إيمانويل فيشر فون إيرلاخ ببناء قاعة ركوب الخيل البيضاء المستخدمة اليوم. قبل ذلك الوقت، كانت المدرسة تعمل من ساحة خشبيّة في جوزيفسبلاتز. لبعض الوقت، تمّ استخدام قاعة الفروسيّة لاحتفالات مختلفة، ولكنّها الآن مفتوحة للجمهور، الّذي قد يشهد تدريبات الفحول وعروضها.
سمّيت مدرسة الفروسيّة الإسبانية نسبة إلى الخيول الإسبانيّة الّتي شكّلت إحدى قواعد سلالة ليبيزان، والّتي تستخدم حصريًّا في المدرسة. واليوم يتمّ تربية الخيول الّتي يتمّ تسليمها إلى مدرسة الفروسيّة الإسبانيّة في مربط بيبر الفيدرالي الواقع بالقرب من قرية بيبر في غرب ستيريا بالنمسا. إحدى المسامير الأصليّة المستخدمة لتطوير السّلالة كانت ليبيزا، الّتي تسمّى الآن ليبيكا، بالقرب من ترييستي في سلوفينيا الحديثة، والّتي أعطت اسمها للسّلالة.
تتمتّع مدرسة الفروسيّة الإسبانيّة بسوابق في التّقاليد العسكريّة الّتي يعود تاريخها إلى زمن زينوفون في اليونان القديمة، وخاصّة من الفروسيّة العسكريّة في عصور ما بعد العصور الوسطى عندما حاول الفرسان الاحتفاظ بتفوقّهم في ساحة المعركة من خلال التّخلص من الدّروع الثّقيلة وتعلّم المناورة بسرعة ومع تعقيد كبير في ساحة المعركة الّتي تهيمن عليها الأسلحة النّارية.
تقليديًّا، تمّ تدريب ليبيزانرز في المدرسة وركوبها بالكامل من قبل الرّجال، على الرّغم من أنّ مدرسة الفروسيّة الإسبانيّة تنصّ على أنّه لم يكن هناك أيّ حظر رسمي على النّساء. في أكتوبر 2008، اجتازت امرأتان، سوجورنر موريل، البالغة من العمر 18 عامًا من المملكة المتّحدة وهانا زيتلهوفر، البالغة من العمر 21 عامًا من النّمسا، امتحان القبول وتمّ قبولهما للتدريب كراكبين في المدرسة - أوّل امرأتين تنضمّان إلى المدرسة.

## طُرق
الأساليب الّتي تستخدمها مدرسة ركوب الخيل تعتمد على فرانسوا روبيشون دي لا غيرينيير. من الأساطير الشّائعة أنّ الحركات تمّ تطويرها للمساعدة في المعركة. في الواقع، تمّ استخدامها لتقوية جسم وعقل حصان الحرب وجعله رياضيًّا متفوقًا، وليس للهجوم فعليًّا. تعتمد جميع الحركات على تلك الّتي يؤدّيها الحصان بشكل طبيعيّ عندما يكون حرًّا، باستثناء تغيّيرات درجة الحرارة الواحدة.

## العروض
كانت العروض في مدرسة الفروسية الإسبانيّة تقدّم في الأصل لضيوف الحاكم فقط، وبعد ذلك عندما فُتحت أخيرًا لعامة السّكان في مطلع القرن، كانت مخصّصة للمناسبات الخاصّة فقط. ومع ذلك، بعد سقوط الإمبراطوريّة النّمساوية المجرية في عام 1918، فتحت المدرسة عروضًا منتظمة لعامّة النّاس للمساعدة في دفع تكاليف صيانتها.
كانت العروض الأصليّة قصيرة جدًا، حيث قدّم كبار الفرسان فحولًا في حركات المدرسة الثّانوية، والهواء فوق الأرض، والعمل باليد والتّمارين على العنان الطّويل، ثمّ باس دي دوكس (حصانان في صورة معكوسة) وينهي الترويض ذو الأربعة متسابقين الأداء.

## اللباس والمعدات

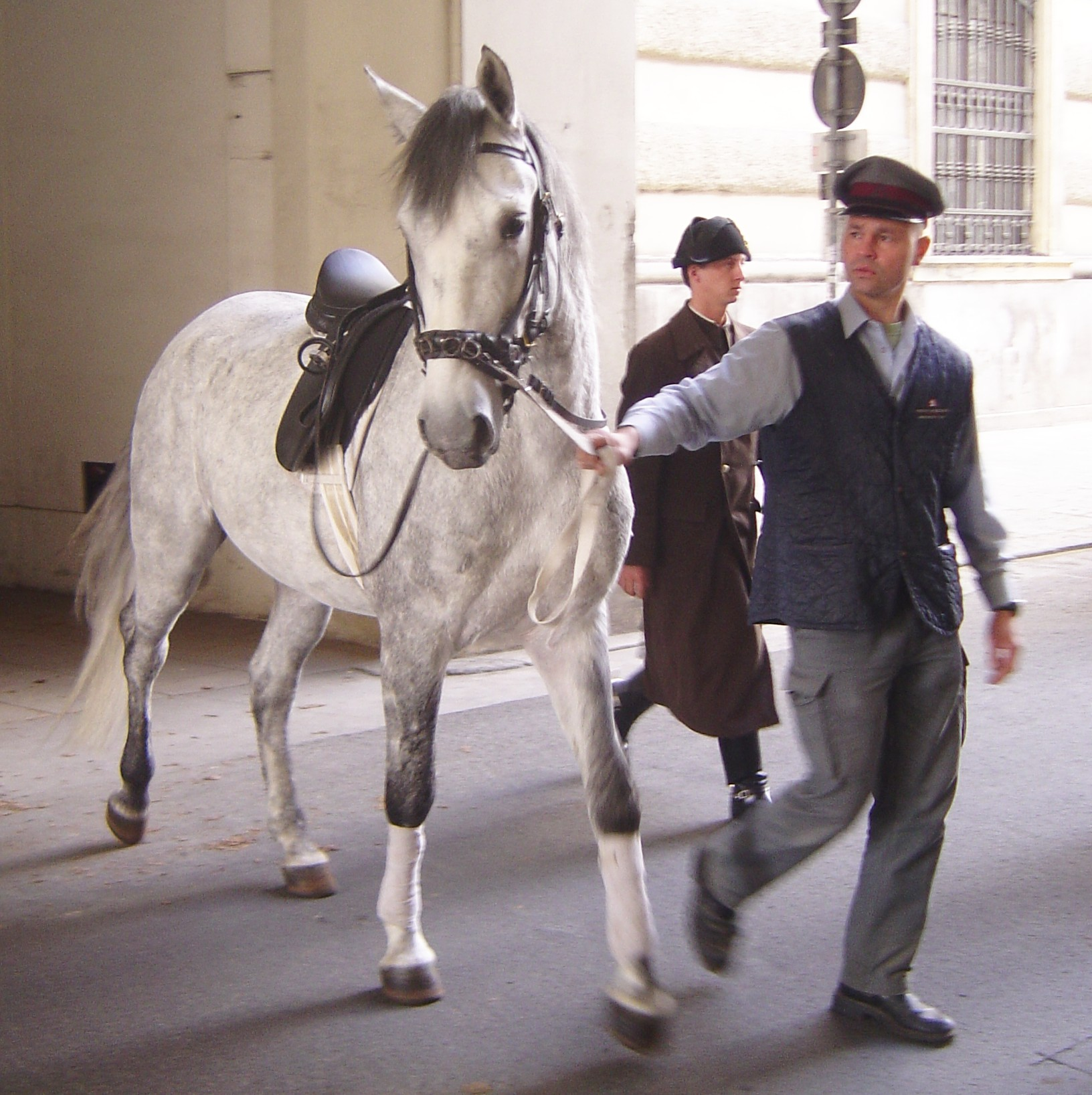
فحل صغير في طريقه من التدريب إلى الإسطبل

يرتدي جميع الخيّالين الزّي التّقليدي: معاطف بنيّة، وقبّعات على شكل ثنائي القرن، ومؤخرّات من جلد الغزال الأبيض، وقفّازات من جلد الغزال الأبيض، وأحذية ركوب سوداء. تعدّ نتوءات عنق البجعة أيضًا جزءًا من الزّي الرّسمي. ظلّ الزّي ذو النمط الإمبراطوري ( 1795-1820 في الموضة) دون تغيير نسبيًا لمدة 200 عام.

## مشاهير
- إرنست هويوس
- إرنست ليندنباور
- ألويس بوداجسكي
- جوتليب بولاك
- جورج وال
- ماكسيميليان ويروثر

## أنظر أيضا
- كادر نوير
- المدرسة البرتغالية للفنون الفروسية
- مربط بايبر الفيدرالي
- المدرسة الملكية الأندلسية لفنون الفروسية

## ملحوظات
1. ↑  Horse & Hound – 7 Things You Need to Know about the Portuguese School of Equestrian Art نسخة محفوظة 2022-10-11 على موقع واي باك مشين.
2. ↑  Podhajsky, Alois (1967). The Complete Training of Horse and Rider. Doubleday. ص. 292 pages. ISBN:0-948253-51-7.
3. ↑  Keegan، John (1993). تاريخ من الحروب. Vintage Books. ص. 341.
4. ↑  "Lippizaner school gets first graduates in 436 years". meeja.com.au. 16 أكتوبر 2008. مؤرشف من الأصل في 2023-01-09. اطلع عليه بتاريخ 2008-10-16.
5. ↑  Zawadil، Alexandra (15 أكتوبر 2008). "Women ride Vienna dancing horses after 436 years". رويترز. مؤرشف من الأصل في 2023-05-01.

## روابط خارجية
- الموقع الرسمي
- Piber Federal Stud in Styria
- The Heldenberg – Lippizan Training Centre
- Mini-documentary of the SRS during the 1950s, showing the horses in performance